# Старі Бабиці (гміна)
Гміна Старі Бабиці (пол. Gmina Stare Babice) — сільська гміна у центральній Польщі. Належить до Варшавський-Західного повіту Мазовецького воєводства.
Станом на 31 грудня 2011 у гміні проживало 17137 осіб.

## Площа
Згідно з даними за 2007 рік площа гміни становила 63.49 км², у тому числі:
- орні землі: 58.00%
- ліси: 14.00%

Таким чином, площа гміни становить 11.91% площі повіту.

## Населення
Станом на 31 грудня 2011:
| Опис     | Загалом | Загалом | Чоловіки | Чоловіки | Жінки | Жінки |
| -------- | ------- | ------- | -------- | -------- | ----- | ----- |
| одиниця  | осіб    | %       | осіб     | %        | осіб  | %     |
| все      | 17137   | 100     | 8332     | 48.62    | 8805  | 51.38 |
| міське   | 0       | 100     | 0        |          | 0     |       |
| сільське | 17137   | 100     | 8332     | 48.62    | 8805  | 51.38 |

## Сусідні гміни
Гміна Старі Бабиці межує з такими гмінами: Ізабелін, Лешно, Ожарув-Мазовецький.